# Quận Barnes, North Dakota
Quận Barnes là một quận nằm ở bang Bắc Dakota. Tại thời điểm năm 2000, quận có dân số là 11.775 người. Quận lỵ đóng ở Thành phố Valley.6

## Địa lý
Theo Cục điều tra dân số Hoa Kỳ, quận có tổng diện tích 1,513 dặm Anh vuông (3.919 km²), trong đó, 1,492 dặm Anh vuông (3.863 km²) là diện tích đất và 22 dặm Anh vuông (56 km²) trong tổng diện tích (1,43%) là diện tích mặt nước.

### Các xa lộ chính
| - Interstate 94 - U.S. Highway 52 - North Dakota Highway 1 - North Dakota Highway 9 | - North Dakota Highway 26 - North Dakota Highway 32 - North Dakota Highway 46 |

### Các quận giáp ranh
- Quận Griggs (phía bắc)
- Quận Steele (đông bắc)
- Quận Cass (đông)
- Quận Ransom (đông nam)
- Quận LaMoure (tây nam)
- Quận Stutsman (tây)

### Các khu bảo tồn quốc gia
- Hobart Lake National Wildlife Refuge
- Stoney Slough National Wildlife Refuge
- Tomahawk National Wildlife Refuge

## Thông tin nhân khẩu
Theo cuộc điều tra dân số2 tiến hành năm 2000, quận này có dân số 11.775 người, 4.884 hộ, và 3.115 gia đình sinh sống trong quận này. Mật độ dân số là 8 người trên mỗi dặm Anh vuông (3/km²). Đã có 5.599 đơn vị nhà ở với một mật độ bình quân là 4 trên mỗi dặm Anh vuông (1/km²). Cơ cấu chủng tộc của dân cư sinh sống tại quận này gồm 97,91% người da trắng, 0,45% người da đen hoặc người Mỹ gốc Phi, 0,76% người thổ dân châu Mỹ, 0,19% người gốc châu Á, 0,12% từ các chủng tộc khác, và 0,57% từ hai hay nhiều chủng tộc. 0,54% dân số là người Hispanic hoặc người Latin thuộc bất cứ chủng tộc nào. 40,3% là gốc Đức và 34,0% người Na Uy theo kết quả điều tra dân số năm 2000.
Có 4,884 hộ trong đó có 27,40% có con cái dưới tuổi 18 sống chung với họ, 53,90% là những cặp kết hôn sinh sống với nhau, 6,80% có một chủ hộ là nữ không có chồng sống cùng, và 36,20% là không gia đình. 31,50% trong tất cả các hộ gồm các cá nhân và 15,90% có người sinh sống một mình và có độ tuổi 65 tuổi hay già hơn. Quy mô trung bình của hộ là 2,29 còn quy mô trung bình của gia đình là 2,89,
Phân bố độ tuổi của cư dân sinh sống trong huyện là 22,30% dưới độ tuổi 18, 11,30% từ 18 đến 24, 23,00% từ 25 đến 44, 23,60% từ 45 đến 64, và 19,80% người có độ tuổi 65 tuổi hay già hơn. Độ tuổi trung bình là 41 tuổi. Cứ mỗi 100 nữ giới thì có 96,80 nam giới. Cứ mỗi 100 nữ giới có độ tuổi 18 và lớn hơn thì, có 95,40 nam giới.
Thu nhập bình quân của một hộ ở quận này là 31.166 USD, và thu nhập bình quân của một gia đình ở quận này là 42.149 USD, Nam giới có thu nhập bình quân 28.504 USd so với mức thu nhập 18.447 USD đối với nữ giới. Thu nhập bình quân đầu người của quận là 16.566 USD, Khoảng 6,40% gia đình và 10,80% dân số sống dưới ngưỡng nghèo, bao gồm 10,90% những người có độ tuổi 18 và 10,90% là những người 65 tuổi hoặc già hơn.

## Các đơn vị dân cư

### Các thành phố
| - Dazey - Fingal - Kathryn - Leal - Litchville - Nome - Oriska | - Pillsbury - Rogers - Sanborn - Sibley - Tower City - Valley City - Wimbledon |